# Carl Heinrich Gentzsch

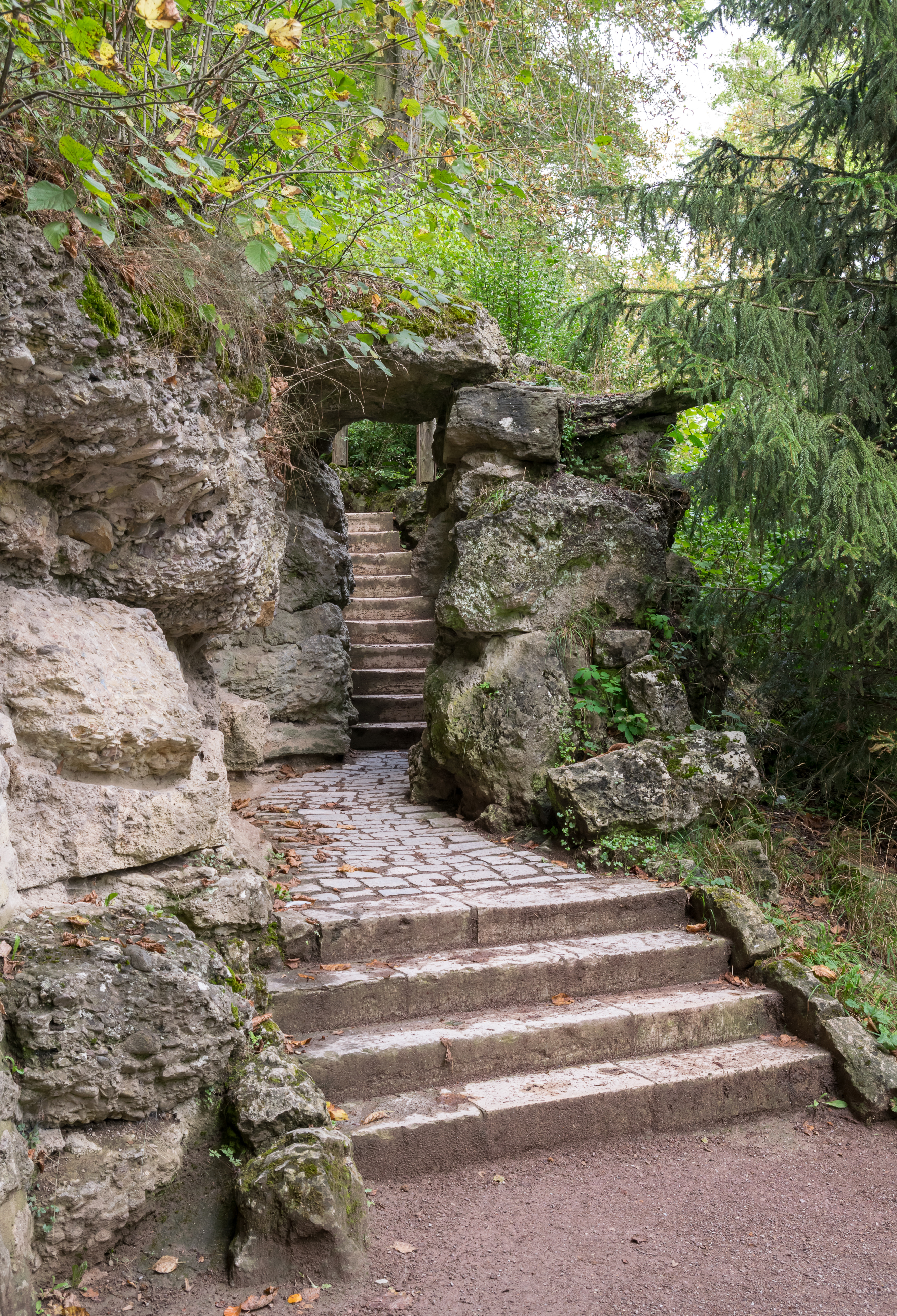
Felsentreppe oder sog. Nadelöhr

Carl Heinrich Gentzsch (* um 1735; † 15. Februar 1805) war Hofgärtner in Weimar. Zusammen mit Johann Wolfgang von Goethe errichtete er das sogenannte Nadelöhr im Park an der Ilm gegenüber der Stelle, an der der Leichnam der Hofdame Christiane Henriette Sophie von Laßberg, die sich am 17. Januar 1778 in der Ilm das Leben nahm, gefunden wurde. Goethe hatte eigentlich für sie eine Erinnerungsstelle schaffen wollen, wozu es jedoch nicht kam.
Gentzsch galt nicht als origineller Gartengestalter, hatte aber ein großes botanisches Wissen, wofür er von Goethe durchaus geschätzt wurde. Seit 1769 war Gentzsch in Weimarischen Diensten, seit 1781 Hofgärtner in Weimar. Bei der Anlage des Ilmparks hatte er in dieser Eigenschaft einen großen Anteil. Auch bei der Gestaltung des Parks in Schloss und Park Tiefurt war er beteiligt. Ihm unterstanden laut Effi Biedrzynski um 1875 bis zu 105 Tagelöhner und Handwerker. Er unterstand hinsichtlich seiner Zuständigkeit wie die anderen Hofgärtner Johann Friedrich Reichert (1738–1797) und Johann Gottlieb Bleidorn (1749–1792) der Oberaufsicht von Friedrich Justin Bertuch. Außerdem besorgte er die Begrünung der niedergelegten Weimarer Stadtbefestigung.
Auch sein Sohn Johann Christoph Carl Gentzsch war ebenfalls im Weimarischen Gartenbau tätig, der vor allem mit der Beaufsichtigung von Parkbauten zu tun hatte.
siehe  Gärtnerhaus (Weimarhallenpark)